# 伊曼紐爾·伊馬尼西維
伊曼紐爾·伊馬尼西維（1995年2月2日—），盧安達足球運動員，司職邊後衛，現效力於賽甲AEL利馬素，盧安達國家隊成員之一。

## 職業生涯
2021年8月，他以1.3億盧安達法郎之價格加盟摩甲皇家武裝部隊，合約為期三年。

## 外部連結
- Soccerway資料庫：伊曼紐爾·伊馬尼西維